# Kirche auf dem Gewehrplan

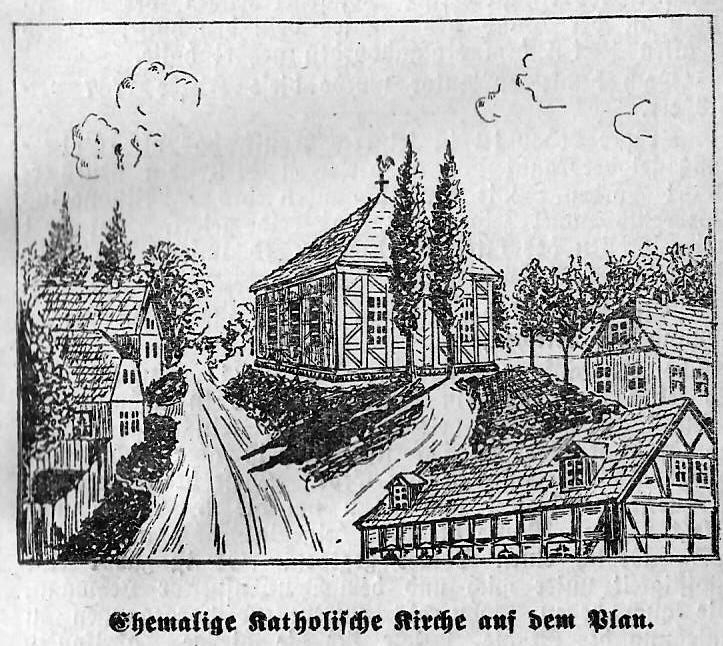
Die zweite Kirche auf dem Gewehrplan (1766/67)

Die katholische Kirche auf dem Gewehrplan in Spandau war die erste römisch-katholische Kirche in Spandau und im Königreich Preußen nach der Reformation. Sie lag außerhalb der Spandauer Stadtmauern östlich der Zitadelle Spandau auf der Gemarkung Plan (später: Gemarkung Gewehrplan und Pulverfabrik) und entstand 1723 für die katholischen Arbeiter der Königlich Preußischen Gewehrfabrik. 1766/67 erfolgte ein Neubau an gleicher Stelle, und nach dem Bau der größeren Kirche St. Marien am Behnitz 1848 wurde die Kirche am Anfang der 1850er-Jahre abgerissen.

## Geschichte

### Gründung der Missionsstation und erster Kapellenbau

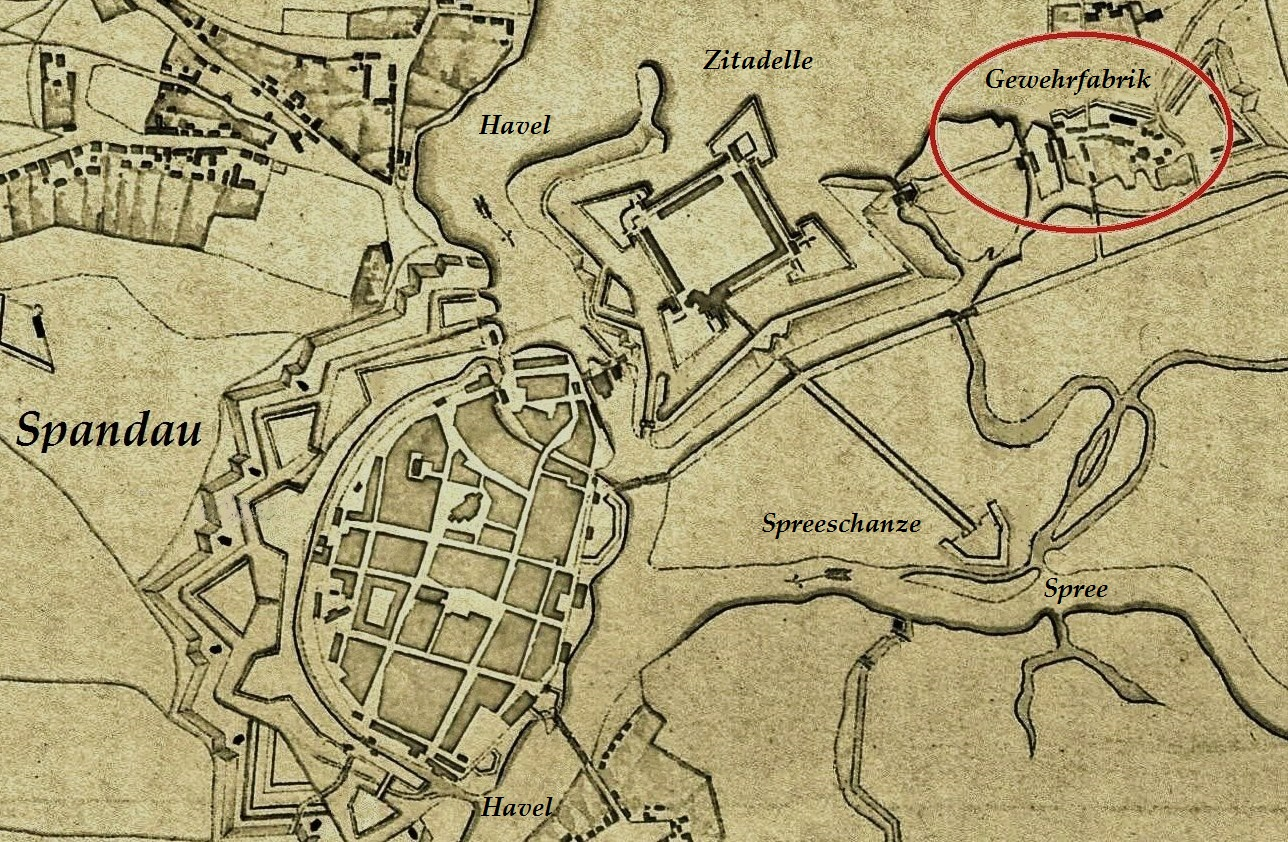
Lage der Gewehrfabrik (1812)

Mit der Gründung der königlichen Gewehrfabrik durch den preußischen König Friedrich Wilhelm I. mit den Standorten Potsdam und Spandau ab 1722 wurden Facharbeiter angeworben, die hauptsächlich aus den Waffenfabriken der katholischen Stadt Lüttich in Belgien kamen. Sie wollten nur dann ins protestantische Preußen übersiedeln, wenn ihnen freie Religionsausübung garantiert würde, einschließlich eines Seelsorgers in ihrer Sprache und dessen Versorgung. Durch königliches Dekret von 1722 wurde ihnen dies zugesichert, ebenfalls das Recht, ein paar Kühe zu halten. Die Forderung, eigenes Bier brauen zu dürfen, hatte der König allerdings abgelehnt. Rund 200 Personen – etwa 26 Meister und mehrere Gesellen mit ihren Familien – reisten schließlich an, begleitet von dem Dominikanerpater Ludovicus Belo (Belau) aus dem Konvent in Wesel. Belo war zwischen 1720 und 1731 Seelsorger in Potsdam, von 1722 bis 1727 auch in Spandau; seine Nachfolger waren nur für Spandau zuständig. Bis zur Auflösung der Klöster infolge der Säkularisation um das Jahr 1810 waren es Dominikaner, danach Diözesanpriester, die ab 1821 zum Bistum Breslau gehörten. Die Rüstungsarbeiter und ihre Familien auf dem Gewehrplan gehörten nicht zur Stadt Spandau, sondern bildeten in politischer und in kirchlicher Hinsicht eine eigene Gemeinde, die nicht der städtischen Gerichtsbarkeit. dem „ordinären Stadtmagistrat“, unterlag, sondern „immediate“ (unmittelbar) dem königlichen Hofgericht, so die Anordnung des Königs vom 2. September 1722. Kirchlich standen sie außerhalb der Zuständigkeit der evangelischen Pastoren an St. Nikolai und bildeten eine Missionsstation, die dem Apostolischen Vikariat des Nordens unterstand.
Am Standort Potsdam fanden die katholischen Gottesdienste für die Rüstungsarbeiter anfangs in einem Saal des Stadtschlosses statt, bis dort auf dem Fabrikgelände 1723 eine erste provisorische Kirche für die Militärhandwerker entstand. 1738 wurde sie als größere Fachwerkkirche neu errichtet. In Spandau entstand 1723/24 in der Nähe der Gewehrfabrik auf der Gemarkung Plan östlich der Zitadelle, am heutigen Zitadellenweg, neben Fachwerkhäusern als Wohnungen für die Arbeiter eine erste katholische Kapelle, ein kleiner einfacher Fachwerkbau, dazu ein Pfarrhaus und ein Garten mit einer Größe von 38 Quadratruten und 75 Fuß (etwa 540 m²). Erbaut und erhalten wurden die Gebäude aus Mitteln der königlichen Regierung. Auch das Einkommen des Pfarrers in Höhe von 200 Reichstalern wurde aus der königlichen Kasse gezahlt.
Die Kirchen in Potsdam und Spandau waren die ersten neu entstandenen katholischen Kirchen in Preußen nach der Reformation, der Bau der Hedwigskirche in Berlin begann 1747. Die Niederlassungen der Dominikaner in Potsdam und Spandau hatten auch ordensrechtlich den Status einer Missionsstation und waren dem Konvent in Halberstadt zugeordnet. Die Kirche in Potsdam hatte das Patrozinium der Heiligen Petrus und Paulus; Gunther Jahn vermutet dieses Patrozinium auch für das Gotteshaus in Spandau, da in einer Bauaufnahme aus dem 1841 der Hochaltar mit Skulpturen dieser Heiligen festgehalten ist. Die Skulpturen dieser beiden Heiligen befinden sich heute in der Kirche St. Marien am Behnitz, wohin sie vermutlich aus der Kirche am Gewehrplan gelangten.
Über das Aussehen der ersten Kapelle liegen keine Informationen vor. Die Gebäude waren nur Fachwerkbauten und nicht aus Stein, weil sie im Rayon der Zitadelle lagen; zudem  standen auf sumpfigem Gelände und waren wegen der feuchten Luft und ihrer insgesamt einfachen Bauweise sehr reparaturanfällig. Schon 1735 musste das Kirchlein restauriert werden. Auch das Pfarrhaus war von schlechter baulicher Qualität, feucht und zeitweilig fast unbewohnbar. 1784 wurde ein neues Pfarrhaus gebaut, das aber bereits 1784 wieder baufällig war.

### Kirchbau ab 1766 und Entwicklung der Gemeinde

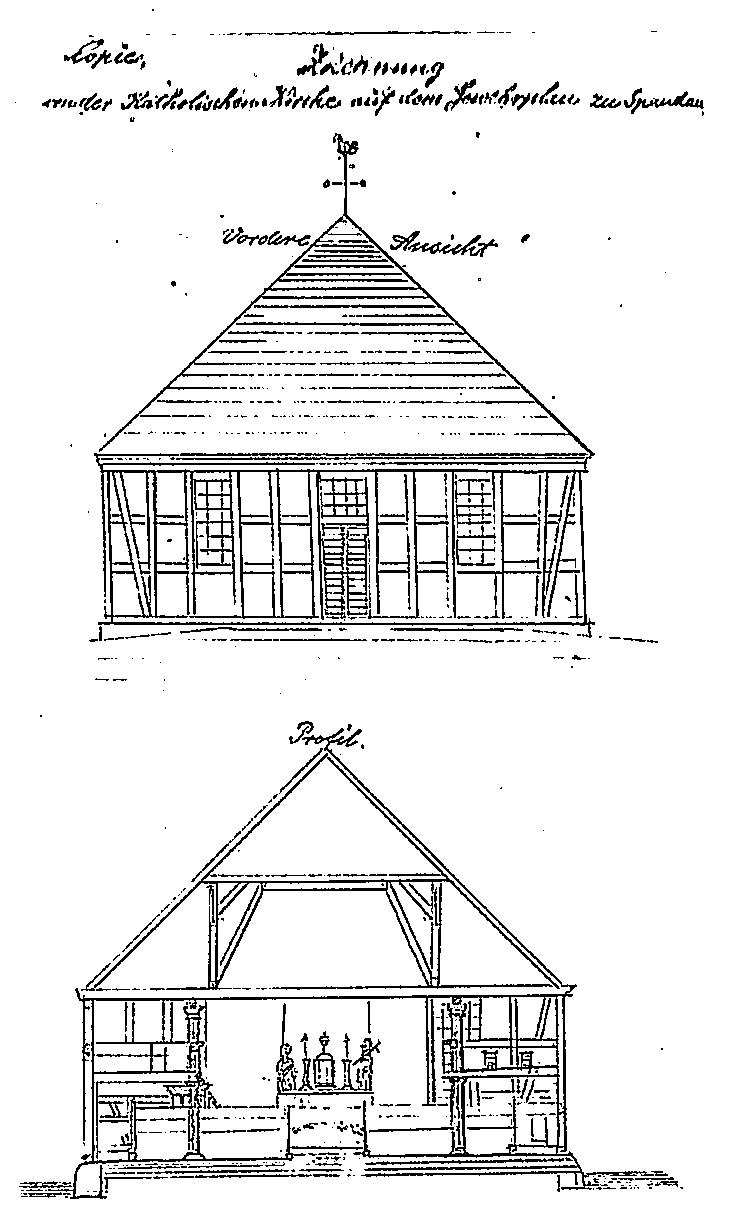
Skizze der Kirche im Pfarrarchiv

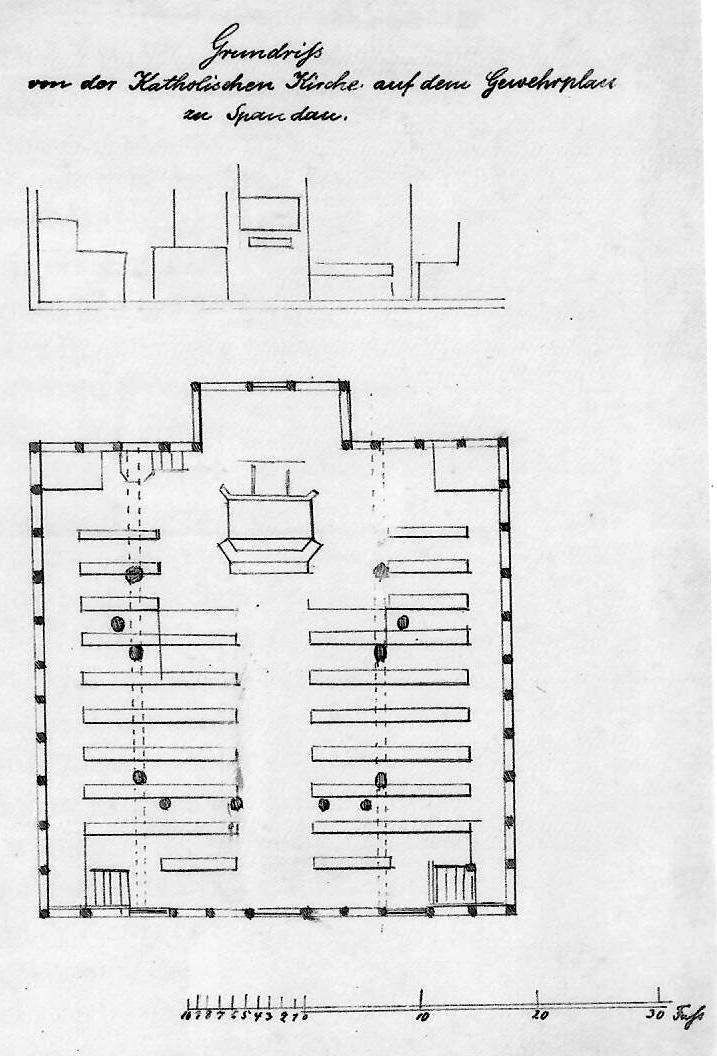
Grundriss der Kirche

1742 war die erste Kapelle so baufällig, dass König Friedrich der Große den Abriss und einen Neubau verfügte. Durch die Schlesischen Kriege verzögerte sich das Vorhaben. Erst 1766 wurde mit dem Bau einer neuen Kirche begonnen, zu der Pater Albert Bockell am 11. Oktober 1766 in der nordöstlichen Ecke des Fabrikgeländes den Grundstein gelegt haben soll. Gunther Jahn hält es für denkbar, dass dies wegen eines Brandes oder aber wegen fortgeschrittener Baufälligkeit der Kapelle jetzt unumgänglich war. Die Grundmauern wurden noch im selben Jahr fertiggestellt, am 14. Februar 1767 begann Zimmermeister Schulze mit dem Bau des Holzfachwerks.
Der Neubau war eher ein schlichtes Bethaus als eine Kirche. Auch hier ließ die Bauqualität offenbar zu wünschen übrig – nur 17 Jahre später klagte der damalige Seelsorger Joseph Groß OP in einem Brief an den König, dass die Kirche „jetzo einer Wüsteney viel mehr als einem Gotteshause ähnlich sei“. Eine größere Reparatur erfolgte dann im Jahr 1804, die 541 Taler kostete. 1813 drohte während der Belagerung Spandaus durch preußische Truppen der Befehlshaber der französischen Garnison, die sich in der Festung verschanzt hatten, die Kirche niederzubrennen. Man entfernte daher das Gestühl und die Orgel aus der Kirche. 1814 konnte beides durch die preußische Regierung wieder eingebaut werden. Die Bewohner des Gewehrplans, so auch Pfarrer P. Groß, mussten während der Zeit der Belagerung ihre Häuser verlassen und wohnten am Tegeler See.
Durch das  Säkularisationsedikt König Friedrich Wilhelms III. vom 30. Oktober 1810 wurden im Königreich Preußen die Klöster weitgehend aufgehoben, der Dominikaner Joseph Groß wurde Priester der Diözese Breslau und blieb bis zu seinem Tod 1825 Seelsorger in Spandau, seine Nachfolger waren ebenfalls Diözesanpriester. Pfarrer Groß hatte ein Einkommen aus der königlichen Kasse von 200 Reichstalern, dazu freie Wohnung und Gartennutzung. Stolgebühren bekam er anfangs nicht, da die Gemeindemitglieder Stolfreiheit für sich in Anspruch nahmen. Ab 1816 erhielt er eine persönliche Zulage von 8 Talern und 8 Groschen und eine jährliche Zahlung von 200 Reichstalern aus dem schlesischen Säkularisationsfonds sowie etwa vier bis fünf Taler aus Kollekten. Er hatte jedoch aus seinen Einkünften den Küster, den Organisten und die Kosten für die Materialien für die Gottesdienste aufzubringen. Durch die Bulle De salute animarum nahm Papst Pius VII. 1821 im Rahmen der Neuumschreibung der katholischen Diözesen in Deutschland nach dem Wiener Kongress eine Neuordnung der Diözesen und Kirchenprovinzen in Preußen vor; Spandau ging vom Apostolischen Vikariat des Nordens in die Fürstbischöfliche Delegatur für Brandenburg und Pommern des Bistums Breslau über, und wurde Pfarrei; seit den 1820er-Jahren amtierte ein Kirchenvorstand.
Sonntags fand die heilige Messe um 9 Uhr statt, werktags im Sommer um 7 Uhr, im Winter um 8 Uhr. Sonntags gab es außerdem einen Gottesdienst um 14 Uhr. Pfarrer Joseph Jünger war in den 1830er-Jahren Seelsorger für die Katholiken auf dem Gewehrplan und in der Stadt Spandau, außerdem Seelsorger für die in Spandau stationierten katholischen Soldaten. Viermal jährlich hielt er auch Gottesdienst im Zuchthaus. 1835 standen für die Gemeinde 80 Reichstalern an Ausgaben 26 Taler 20 Groschen an Einnahmen gegenüber, die aus Vergütungen für Militärgottesdienste (10 Taler), Mitbenutzung der kirchlichen Geräte bei Gottesdiensten im Zuchthaus (2 Taler 20 Groschen), der Verpachtung der Wiese am Pfarrhaus (6 Taler) und 8 Talern Zinsen für ein Kapital von 200 Talern erzielt wurden. Die Differenz musste durch Spenden ausgeglichen werden. Die Personalkosten betrugen 8 Taler für den Küster, 12 Taler für den Organisten und 2 Taler für den Bälgetreter. 1839 führte Pfarrer Jünger Stolgebühren ein, aus denen er den Kirchendienern ein höheres Einkommen verschaffte.

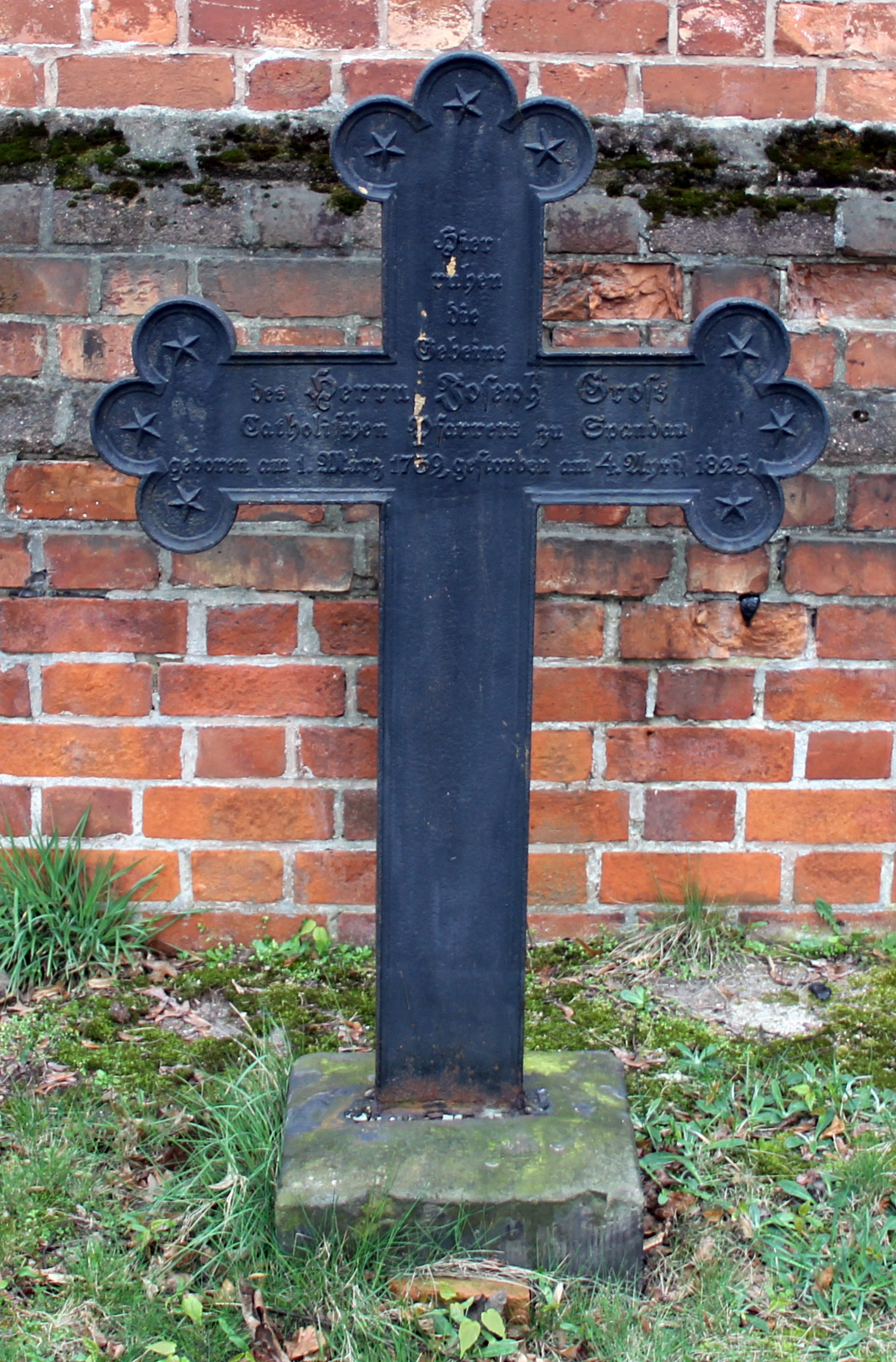
Grabkreuz des letzten Dominikaners, P. Joseph Groß, heute an der Pfarrkirche Maria, Hilfe der Christen

Unmittelbar östlich der Kirche lag der Friedhof der Gemeinde, der 1813 mit Rücksicht auf die Funktion der Zitadelle als Festung verkleinert wurde und auf dem bis 1834/35 beerdigt wurde. Das eiserne Grabkreuz des letzten Dominikaners Joseph Groß blieb erhalten. Es stand zunächst auf dem Gelände der Pulverfabrik, 1912 wurde es an der neu erbauten Pfarrkirche Maria, Hilfe der Christen aufgestellt, wo es noch heute außen an der östlichen Seitenwand zu sehen ist. Da der Friedhof zunehmend zu klein geworden war, wurden die Katholiken auch auf dem städtischen Friedhof beigesetzt, zum Teil auch auf dem Garnisonfriedhof. Anfangs verlangten die evangelischen Geistlichen Gebühren für Beisetzungen auf dem städtischen Friedhof; dies wurde jedoch in den 1830er-Jahren auf Antrag der katholischen Gemeinde unterbunden.

### Planung eines Kirchbaus in der Altstadt
Seit etwa 1825 wurde abermals über einen Neubau der Kirche nachgedacht, auch darüber, ihn an anderer Stelle zu errichten. Die katholische Gemeinde der Militärstadt Spandau war inzwischen sehr viel größer geworden, in erster Linie durch den Zuzug von Soldaten, die in katholischen Landesteilen angeworben worden waren. Die alte Kirche war also nicht nur baufällig, sondern am alten Standort auch fehl am Platze, da es kaum noch katholische Arbeiter in der Gewehrfabrik gab. 1783 zählte die Gemeinde auf dem Gewehrplan noch 175 Personen, 1836 nur noch 38 und 1840 30. Von den ursprünglichen Siedlern waren etliche in die Heimat zurückgekehrt, in andere Gewerbezweige und Regionen gewechselt oder in die Stadt Spandau gezogen. Die Wohnbedingungen auf dem von Wassergräben durchzogenen, feuchten Gewehrplan waren ungünstig und förderten Rheuma, Gicht und Erkältungskrankheiten. Eine Ursache für die Verkleinerung der katholischen Gemeinde auf dem Gewehrplan war der Umstand, dass viele Mitglieder Ehen mit protestantischen Partnern eingingen und in die evangelische Erziehung der Kinder einwilligten. Innerhalb der Spandauer Altstadtmauern stieg hingegen die Zahl der Katholiken; 1825 lebten dort bereits rund 200 Personen in 35 Haushalten. 1833 waren von den insgesamt 650 bis 700 Gemeindemitgliedern etwa 520 katholische Soldaten, die aus Westfalen, dem Rheinland, Schlesien oder Posen stammten. Zudem war die Fußgängerbrücke als direkter Weg zwischen Stadt und Gewehrplan gesperrt worden, da sie baufällig war und die Regierung und die Eigentümer der Fabrik sich nicht einigen konnten, wer für die Reparatur aufkommen sollte. Um die Kirche zu erreichen, war ein Umweg von 5 km notwendig.
Einem Kirchbau innerhalb des Festungsrayons der Zitadelle stand ein gesetzliches Verbot entgegen. Ein Erwerb der Moritzkirche, die als Kirche entwidmet war und als Magazin genutzt wurde, durch die katholische Gemeinde wurde zwar von der Regierung in Potsdam befürwortet, jedoch vom Spandauer Magistrat nicht genehmigt. Versuche, andere Häuser in der Altstadt zu übernehmen oder die reformierte Johanneskirche simultan mitzunutzen, wie vom Rentamt vorgeschlagen, waren nicht erfolgreich. 1835 drohte der Kirche die baupolizeiliche Schließung wegen Einsturzgefahr – „die ‚Gebetshütte‘ auf dem Plan drohte den Andächtigen auf den Kopf zu stürzen“ (Franz Kohstall). Die Kirche musste innen und außer gestützt werden, und 1835, 1838 und 1841 wurden Reparaturen vorgenommen. Gegen eine Verlegung der Kirche vom Gewehrplan nach Spandau richtete sich eine Bittschrift mehrerer auf dem Plan wohnhafter Arbeiter vom 31. Mai 1836 sowie des Küsters und des Organisten, die um ihre Stellung fürchteten; dies wurde jedoch mit Rücksicht auf wehrstrategische Gründe abgelehnt. In den 1840er-Jahren schlossen sich 19 Männer der Gemeinde, die mit protestantischen Frauen verheiratet waren und ihre Kinder protestantisch erzogen, der von Johannes Ronge initiierten deutschkatholischen Bewegung an, jedoch blieb es bei dieser Gruppe.
1845 bewilligte König Friedrich Wilhelm IV. den Neubau einer Kirche, für die 1847 der Grundstein gelegt wurde, und zwar innerhalb der Stadtmauern, am sogenannten „Behnitz“, einem der beiden ältesten Siedlungsgebiete in Spandau. Die Kirche St. Marien am Behnitz wurde am 21. November 1848 geweiht. Die Sonntagsgottesdienste fanden jetzt in dieser neuen Kirche statt, einige Werktagsmessen weiterhin in der Kirche am Gewehrplan. Der Pfarrer blieb zunächst bei der alten Kirche wohnhaft, da sich der Bau eines neuen Pfarrhauses auf dem Behnitz aus finanziellen Gründen verzögerte. Als die Wohnbedingungen immer unzumutbarer wurden und Pfarrer Theodor Warnatsch deshalb sogar erkrankte, bezog er eine Mietwohnung in der Stadt, nach ihm auch Pfarrer Hanel. Erst im Juni 1852 wurden Kirche, Pfarrhaus und Garten auf dem Gewehrplan für 1.560 Reichstaler – weniger als die von Regierungsinspektor Friedrich Wilhelm Butzke veranschlagten 2000 Taler – dem Militärfiskus überschrieben. Von dem Erlös wurde 1852–1854 das Pfarrhaus hinter der Kirche auf dem Behnitz fertiggestellt. Die Gebäude auf dem Gewehrplan wurden anschließend abgetragen. An der Stelle am heutigen Zitadellenweg befindet sich jetzt ein Gewerbegebiet.

## Das Bauwerk von 1766/1767
Ausweislich zweier Planungsunterlagen aus den Jahren 1804 und 1841 hatte die Kirche einen quadratischen Grundriss mit einer Seitenlänge von 12,55 m. An der Ostseite war eine rechteckige Sakristei angebaut. Wie bei der Vorgängerkapelle gab es keinen Kirchturm und keine Glocken. Es handelte sich um Gebäude in hölzerner Fachwerkbauweise mit ausgemauerten Gefachen. Das Zeltdach der Kirche trug auf seiner Spitze ein Patriarchenkreuz und einen Wetterhahn mit der Jahreszahl 1765, einen Hinweis auf die Bauzeit des Gebäudes. Im Innern trugen zwei auf Holzstützen ruhende Unterzüge die Holzdecke in 3,76 m Höhe. An den Stützen aufgehängt war eine dreiseitige Hufeisenempore, die an der Eingangsseite gegenüber dem Altar die ganze Breite einnahm und an den Seitenwänden mehr als die Hälfte. Auf und unter den Emporen betrug die Stehhöhe jeweils nur 185 cm. Die Kirche bot Platz für maximal 350 dicht gedrängt stehende Besucher.
In der Mitte der Stirnseite stand um drei Antrittstufen erhöht der Hauptaltar, in den Ecken der Stirnseite zwei Nebenaltäre. Hinter dem Hauptaltar lag, durch einen Vorhang verdeckt, der Zugang zur Sakristei. Neben dem linken Seitenaltar befand sich die Kanzel. Beidseits eines 1,90 m breiten Mittelgangs standen 10 Bankreihen, von denen die erste und die beiden letzten auf die halbe Länge verkürzt waren, um einen Altarraum anzudeuten bzw. Platz für die Emporentreppen zu geben.
Der Hauptaltar trug neben dem Tabernakel mit einem Kruzifix zwei etwas über einen Meter große Heiligenstatuen aus Lindenholz, links Petrus und rechts Paulus, die beiden Patrone der Kirche. Sie befinden sich heute in der 2001 restaurierten Kirche St. Marien am Behnitz. Vor dem Altar hing, wie auch vor den Seitenaltären, ein Antependium, auf dem Altar standen zwei etwa 60 cm hohe dreifüßige Standleuchter. Die Kanzel war ein achteckiger hölzerner Korb, der über drei Stufen betreten wurde. Außerdem sollen sich einige Gemälde aus dem Nachlass des Vertrauten Friedrichs des Großen, Henri de Catt, und eine Ecce homo-Skulptur in der Kirche befunden haben.

## Seelsorger
- 1723–1727 Ludovicus Belo (Belau) OP (Seelsorger in Potsdam und Spandau)
- 1727–1759: Bernhardinus Hunk(e)müller OP
- Ende 1759: Engelbertus Giesecke OP
- 1760: Meinradus Meichlbek OP
- 1760–Ende 1761: Ludovicus Härzkirchen (?) OP
- 1762–1767: Norbertus (Albert) Bockell OP
- 1768–1775: Franz Biesenbach OP
- 1775–1825: Franz/Joseph Groß OP (* 1. März 1739; † 4. April 1825)[28]
bis 29. August 1825 Aushilfe durch Kapläne von St. Hedwig, Berlin
- August 1825 – Ende 1832: Franz Schaar aus Schlesien; Pfarradministrator, später Pfarrer; vorher Kaplan in Frankenstein/Schlesien, ab 1833 in Kamnig/Schlesien[29]
- 1833 – Ende September 1840: Joseph Jünger (* in Potsdam); vorher Kaplan in Potsdam, später Pfarrer in Welau/Schlesien[30]
- 1844?–1849: Franz Xaver Teuber (* 1811 zu Wahlstatt in Schlesien; † in Münsterberg)[31]